# آلومینیم دودکبورید
آلومینیم دودکبورید (به انگلیسی: Aluminium dodecaboride) با فرمول شیمیایی AlB۱۲ یک ترکیب شیمیایی با شناسه پاب‌کم ۱۶۲۱۲۵۵۲ است. که جرم مولی آن ۱۵۶٫۷۱۴ g/mol می‌باشد. شکل ظاهری این ترکیب، جامد سیاه است.